# Fuxing (ort i Kina, Jilin Sheng, lat 42,52, long 128,97)
Fuxing är en ort i Kina. Den ligger i provinsen Jilin, i den nordöstra delen av landet, omkring 340 kilometer sydost om provinshuvudstaden Changchun. Antalet invånare är 21 567. Befolkningen består av 10 535 kvinnor och 11 032 män. Barn under 15 år utgör 7,0 %, vuxna 15-64 år 81 %, och äldre över 65 år 10,0 %.
Runt Fuxing är det ganska glesbefolkat, med 34 invånare per kvadratkilometer. Närmaste större samhälle är Helong, 3,4 km nordost om Fuxing. I omgivningarna runt Fuxing växer i huvudsak blandskog.
Genomsnittlig årsnederbörd är 939 millimeter. Den regnigaste månaden är juli, med i genomsnitt 226 mm nederbörd, och den torraste är januari, med 10 mm nederbörd.